# Associazione Sportiva Pordenone Albatros 1993-1994
Questa voce raccoglie le informazioni riguardanti la Associazione Sportiva Pordenone Albatros nelle competizioni ufficiali della stagione 1993-1994.

## Organigramma societario
Area direttiva
- Presidente: Sergio Bolzonello
- Segretario generale: Sergio Sisti

Area tecnica
- Allenatore: Domenico Tadiotto

Area sanitaria
- Medico sociale: Giampiero Cirotti

## Rosa
Rosa aggiornata all'inizio della stagione.
| N. |                   | Ruolo | Calciatrice          |
| -- | ----------------- | ----- | -------------------- |
|    | Italia (bandiera) | C     | Claudia Basso        |
|    | Italia (bandiera) | D     | Elsa Bosser          |
|    | Italia (bandiera) | C     | Lorena Cabas         |
|    | Italia (bandiera) | D     | Anna Cappelluzzo     |
|    | Italia (bandiera) | A     | Katya Carnielutti    |
|    | Italia (bandiera) | D     | Sara Catello         |
|    | Italia (bandiera) | C     | Nicole Cerato        |
|    | Italia (bandiera) | D     | Anna Lucia Cigolotti |
|    | Italia (bandiera) | C     | Angela Colotto       |

| N. |                   | Ruolo | Calciatrice         |
| -- | ----------------- | ----- | ------------------- |
|    | Italia (bandiera) | A     | Cristina Del Ben    |
|    | Italia (bandiera) | C     | Tiziana Delli Zotti |
|    | Italia (bandiera) | D     | Michela De Nardo    |
|    | Italia (bandiera) | C     | Cinzia Disenga      |
|    | Italia (bandiera) | D     | Arianna Gioazzo     |
|    | Italia (bandiera) | P     | Monica Marzaro      |
|    | Italia (bandiera) | A     | Caterina Menegon    |
|    | Italia (bandiera) | C     | Laura Pizzuto       |
|    | Italia (bandiera) | P     | Monica Turello      |